# Font dels Plans (Serradell)
La Font dels Plans és una font del poble de Serradell, de l'antic terme de Toralla i Serradell, pertanyent a l'actual municipi de Conca de Dalt, al Pallars Jussà.
Està situada a 1.060 m d'altitud al vessant que puja al sud-oest de los Plans en direcció a Roca Palomera.